# Oral Thompson
Oral Thompson (ur. 11 grudnia 1982) – jamajski lekkoatleta, sprinter.

## Osiągnięcia
| Rok  | Impreza                                  | Miejsce | Konkurencja        | Pozycja    | Wynik   |
| ---- | ---------------------------------------- | ------- | ------------------ | ---------- | ------- |
| 2009 | Mistrzostwa Ameryki Środkowej i Karaibów | Hawana  | sztafeta 4 x 400 m | 3. miejsce | 3:04,09 |

## Rekordy życiowe
- bieg na 200 m – 20,55 (2010)
- bieg na 400 m – 45,50 (2010)